# Bidens amplectens
Espèce
Classification phylogénétique
Statut de conservation UICN

 VU D1+2 : Vulnérable
Bidens amplectens est une espèce de plantes à fleurs de la famille des Asteraceae. 